# Заложні мерці
Зало́жні мерці́ — збірна назва істот, що за слов'янськими, зокрема українськими, народними повір'ями були людьми, котрі померли неприродною смертю, або які жили поганим, негідним життям, і тому їхні душі не можуть піти до потойбічного світу. На відміну від померлих природно, ці мерці вважаються «нечистими», шкодять живим і/або страждають самі. В багатьох місцях вірили, що земля не приймає заложних мерців, їхні тіла не розкладаються і земля сама виштовхує їх на поверхню. Крім того, вони стають слугами нечистої сили, або й поповнюють її ряди.
Термін «заложні мерці» запозичений із в'ятського фольклору та був уведений до етнології російським дослідником Дмитром Зеленіним на початку XX століття.

## Етимологія
Загальної назви для позначення мерців, відомих в етнології як «заложні мерці», у слов'янських народів не існує. До них відносили примар, упирів, мавок, потерчат тощо. Деякі істоти не мали власних назв і називалися за характером смерті, наприклад, потопельники. Їх часто заборонялося згадувати чіткими назвами, натомість використовувалися евфемізми, такі як просто «мерці», зневажливе «мертв'яки», одним з місцевих варіантів був «заложні» або «наложні». Останні пояснюються як похідні від способу поховання таких небіжчиків шляхом закладання гілками, або від виразу «накласти руки» — здійснити самогубство.
Заложним мерцям протиставлялися померлі природною смертю, звані «батьки» чи «дідами». Загальною ознакою було те, що душі батьків після смерті відходять в Рай чи Пекло (іноді можуть відвідувати живих, але у визначений час, коли їх поминають), тоді як душі заложних лишаються на землі.

## Причини появи

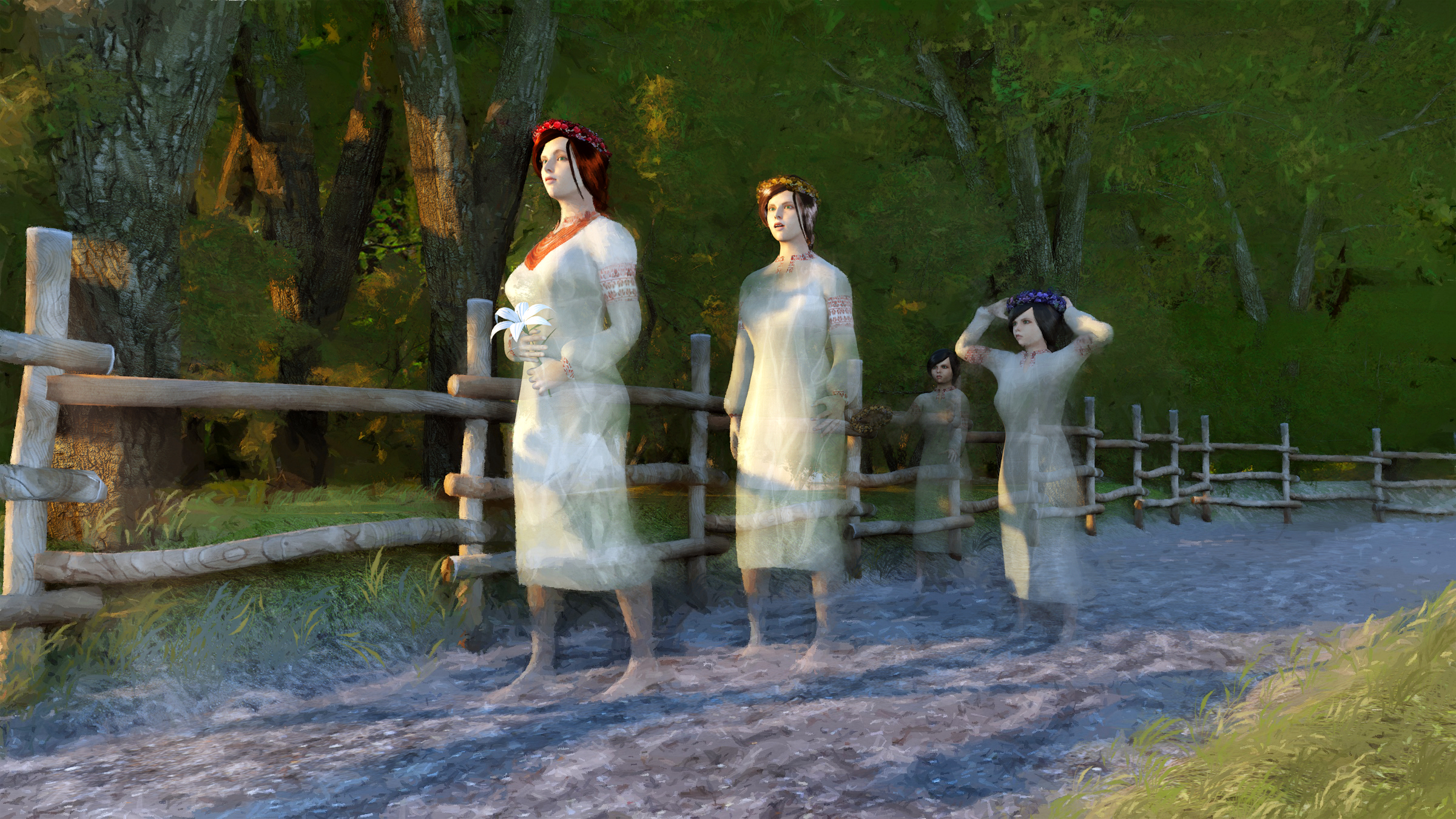
Русалками могли стати потопельниці

Неприродна смерть. Нечистими мерцями ставали ті люди, що загинули від нещасного випадку (потонули, замерзли, згоріли живцем), були убиті, вчинили самогубство, загалом ті, що не дожили відведеного їм вищими силами терміну. Такими вважалися і мертвонароджені діти, померлі нехрещеними, вбиті своїми батьками. Так, нехрещені й погублені матерями діти ставали потерчатами. Потопельниці перетворювалися на русалок. Потопельники щомісяця з'являлися на місці смерті як люди з чорною шкірою і довгим волоссям і переслідували перехожих. Самогубці мусили лежати в могилі та страждати, або ходити в світі живих як примари, не маючи спокою, поки не мине час, коли вони мали померти своєю смертю. Вважалося, що біля місць поховань самогубців можна почути їхній стогін або й побачити їхні о́брази.
Неповноцінне і негідне життя. П'яниці, розбійники, порушники присяги, люди, котрі померли неодруженими, не залишили по собі дітей. Крім того п'яниці нібито відчували постійну спрагу і «випивали» воду з землі, спричиняючи посухи. Ті, хто змінив віру, єретики, не мали спокою, ночами встаючи з могили. Великі грішники могли після смерті отримати можливість спокутати свій гріх, ходячи по землі, або піти на той світ, коли хтось спокутає гріх за них. Іноді затримати померлого в світі живих могла невиконана справа. Наприклад, небіжчик приходив забрати неповернений борг чи взяту в нього не по праву річ.
Прокляття. Прокляті батьками діти лежали в могилах і не розкладалися, поки не отримають прощення. Крім того, проклятих не приймає земля, повсякчас виштовхуючи труну на поверхню, скільки б її не закопували. Також існували повір'я, що батьки, які проклинають померлих дітей, самі не помруть доти як розкаються і простять їх. На Холмщині вірили, що прокляті батьками діти потрапляють під владу нечистої сили, яка робить з їхніми душами і тілом що заманеться. Невідспівані за християнським звичаєм мерці могли приходити до живої рідні та нагадувати, щоб їх відспівали.
Зв'язки з нечистою силою. Відьми, чаклуни ставали упирями, якщо не передавали своєї сили комусь перед смертю. Також, якщо вони уклали угоду з чортом на певний термін, мусили і після смерті ходити ніби живі, щоб служити нечисті поки угода не скінчиться. В тіло знаної з чаклунством людини вселялися чорти, щоб робити іншим людям шкоду. Наприклад, приводили померлих чоловіків до вдів, щоб підступно вбити їх. Самогубство нерідко вважалося добровільною віддачею душі дияволу, вона опинялася у владі нечистої сили, що знущалася з самогубця, найчастіше обертала на тварину і їздила на ній верхи. На Поліссі вірили, що жінки, які наклали на себе руки, одружуються з чортами. Нечиста сила і сама підмовляла людей вчинити самогубство.
Пережитий вік. Ті, хто пережив відведений їм термін: довгожителі, які досягають віку проти волі вищих сил хитрощами, відьми і чаклуни, що нібито відбирають життя в рослин, тварин і людей, подовжуючи власне.

## Поводження із заложними мерцями
Були поширеними вірування, що місце поховання чи смерті заложних мерців є «нечистими». Народна віра забороняла ховати заложних мерців на звичайних кладовищах, однак духовенство в більшості випадків боролося проти такого поводження. Їх заборонялося згадувати в поминальних молитвах, бо душа заложного мерця втрачена для Бога і Він може навіть прогніватися за таку молитву. У деяких випадках над місцем поховання зводився «убогий дім» — проста споруда, подібна до сараю, в якій дозволялося молитися за заложних мерців. Хоронили їх на перехрестях доріг, на межах полів, у ярах, щоб не накликати на громаду біду. Іноді таких небіжчиків не ховали взагалі, а полишали в ярах, болотах, закладаючи (заложуючи) зверху гілками, щоб не ставалося посух, повеней, інших природних лих. Імовірно звідси й походить назва «заложні».
Народна уява наділяла «нечистих» мерців надприродними властивостями. Проходячи повз їхні могили людина може заблукати, худоба змарніти. Під час посухи могили поливали водою, щоб викликати дощ. Ще на початку XX століття в Росії фіксувалися випадки, коли селяни викопували заложних мерців аби перепоховати їх за кладовищем, сподіваючись таким чином припинити посуху. Аби позбавити таких покійників здатності відвідувати живих людей, в їхні могили клали вузлик свяченого маку-видюку. Власні ж хати обсипали свяченим маком або льоном. Робити це слід було до обіду, бо після обіду вже мрець починав ходити. Вважалося, що, на відміну від звичайних небіжчиків, душі заложних мерців не можуть з'являтися до родичів на поминки, коли за померлі душі ставлять обід. Існували вірування, що мерця, який встає з могили, можна зв'язати та той, хоч і вирізняється надзвичайною силою, не зможе зашкодити. Врятуватися від заложного мерця можна, розважаючи його розповідями, або нагодувавши, проте він має величезний апетит. Однак розділивши з мерцем їжу жива людина могла не помітити як минуть роки, або сама потрапити в могилу, куди її затягне мрець.
Поширеною було практика нівечення трупів тих, кого вважали заложними мерцями. Їм відрізали кінцівки чи голову, вбивали в труп цвяхи, дерев'яні кілки, встромлювали ножі чи залізні борони плуга. Так, відомо про київське поховання XI століття, де труна була пробита залізним метровим кілком. На Волині та Закарапатті ще на початку XX століття зберігались повір'я про необхідність пробивати черепи осіб, які вважались упирями, залізними цвяхами.